# ژیلمار
ژیلمار دوس سانتوس نِوِس (پرتغالی: Gylmar dos Santos Neves; ۲۲ اوت ۱۹۳۰ – ۲۵ اوت ۲۰۱۳) دروازه‌بان فوتبال اهل برزیل بود که در سه جام جهانی سنگربانی تیم ملی فوتبال برزیل را بر عهده داشت. ژیلمار به عنوان برترین دروازه‌بان برزیل در سدهٔ بیستم و یکی از برترین دروازه‌بانان تاریخ شناخته می‌شود. او شخصیتی باوقار و آرام داشت و در سال ۱۹۹۸ نشان لیاقت فیفا را دریافت کرد.
از باشگاه‌هایی که در آن بازی کرده می‌توان به کورینتیانس و سانتوس اشاره کرد. به دلیل همبازی بودن با پله در سانتوس و تیم ملی برزیل به عنوان «دروازه‌بان پله» مشهور شده است.